# Долина привидів

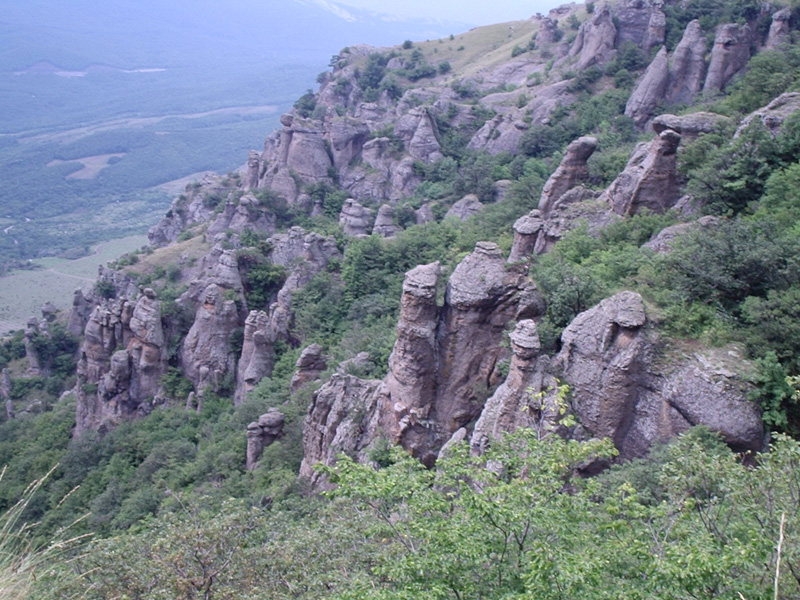
Долина привидів — на спуску з Демерджі по південно-західному схилу.

Карабер-Кая або «Доли́на при́видів» — місце на південно-західному схилі гірського масиву Демерджі в Криму. Химерні фігури, що нагадують людські, створені вивітрюванням верхньоюрських конгломератів Демерджі. Долина Привидів є пам'яткою природи місцевого значення з 1960, республіканського значення з 1981.
Своїми формами кам'яні фігури нагадують таємничі фігури людей, тварин, загадкових істот, предметів і, залежно від часу доби та освітлення, їх образи змінюються, даючи спостерігачам ґрунт для фантазії. Особливу пишність і таємничість фігурам надає густий туман, що осідає на Долину Привидів. Проїжджаючи по трасі Сімферополь — Алушта, чітко проглядається кам'яна фігура, що нагадує жіночий бюст — Келін-Кая (Скала-наречена). Туристи назвали цю фігуру «Профіль Катерини II». Один зі стовпів — Велетень — являє собою кам'яну брилу діаметром 5 м, м здіймається вгору на 25. По боках його громадяться стовпи і колони менших розмірів, висотою до 10-20 м. Представлені різні форми рельєфів вивітрювання (ніші видування, карнизи, присадкуваті і бастіонні форми). Подібних кам'яних «привидів» в долині більше сотні. Здалеку ці стовпи нагадують гігантів.

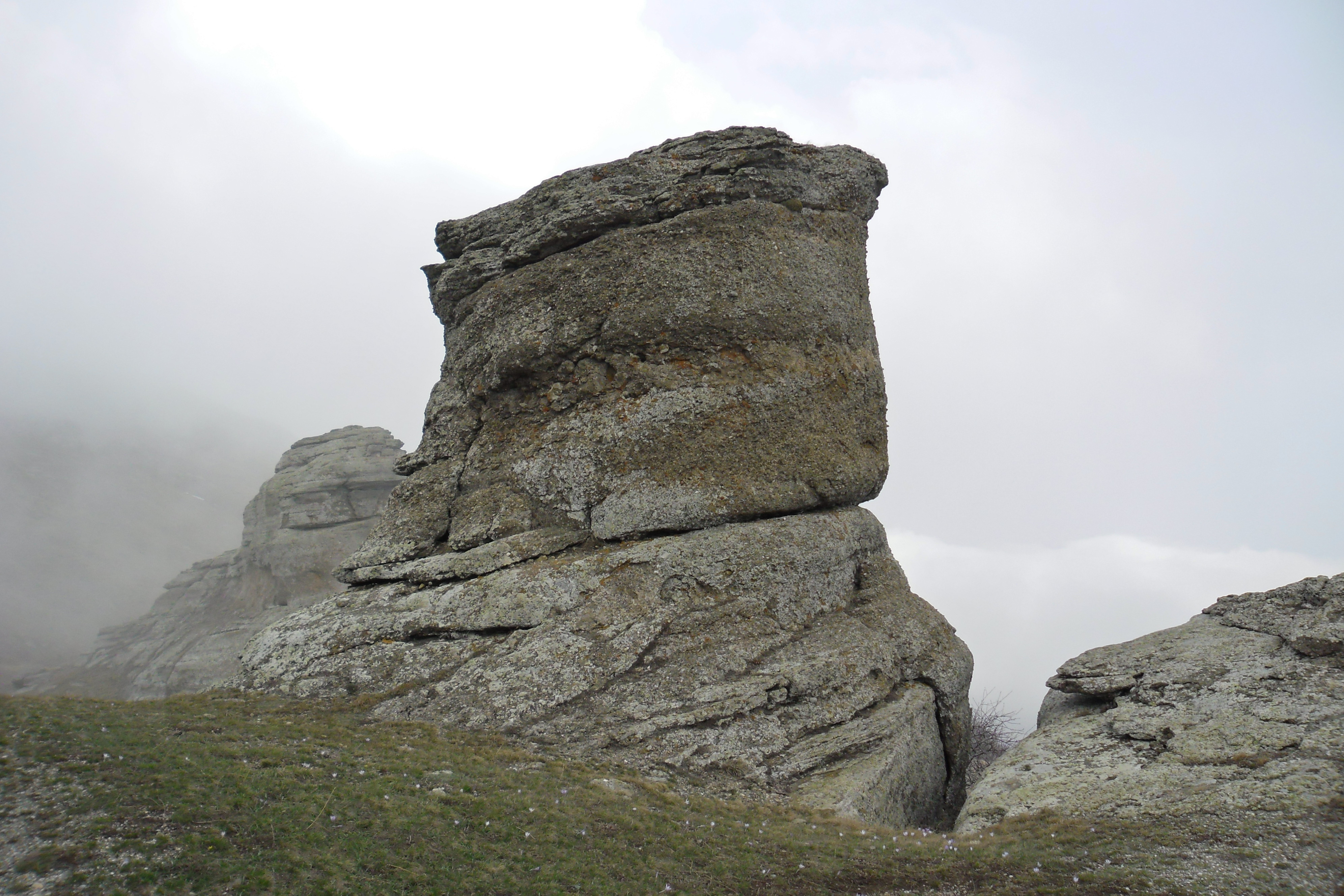
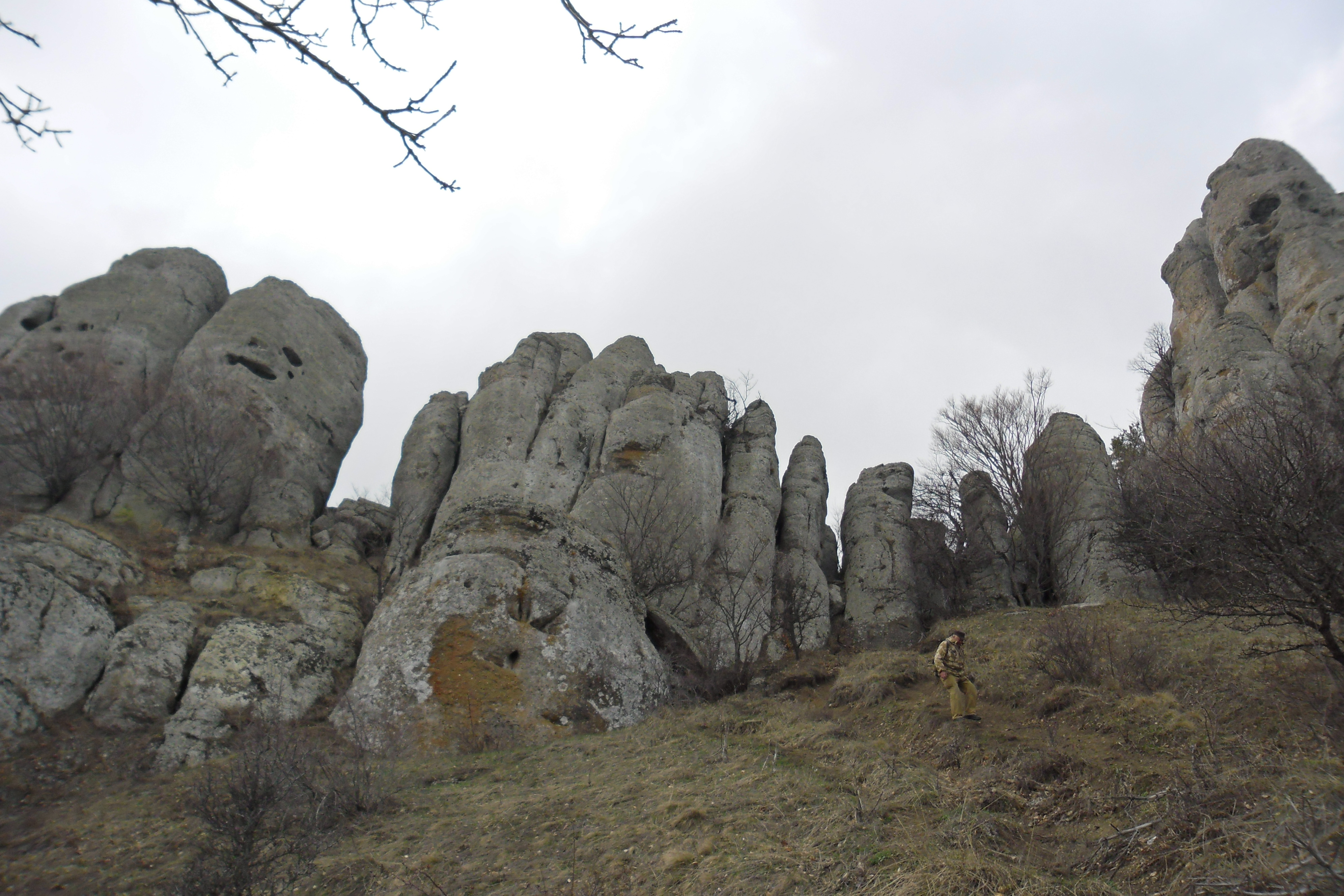
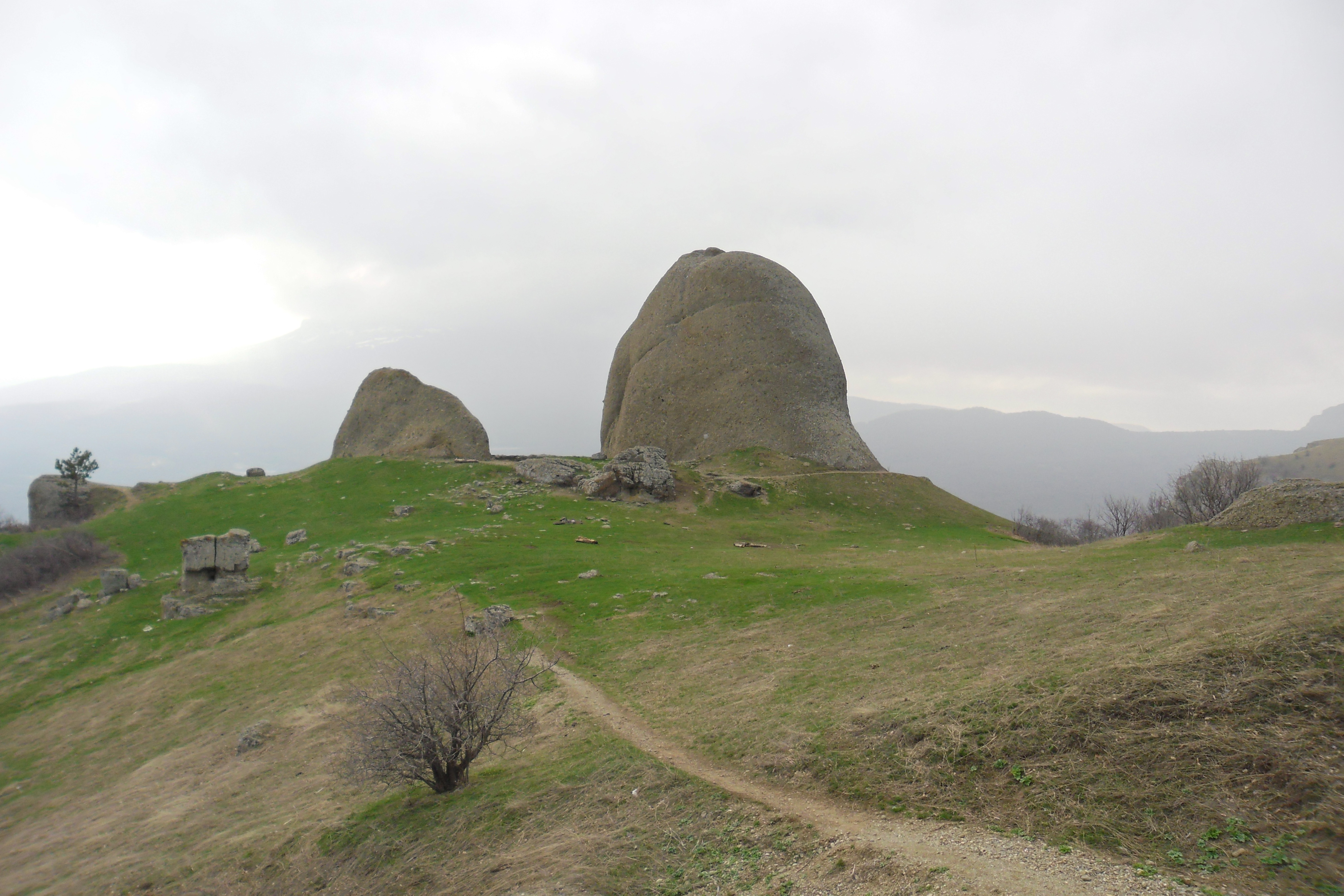
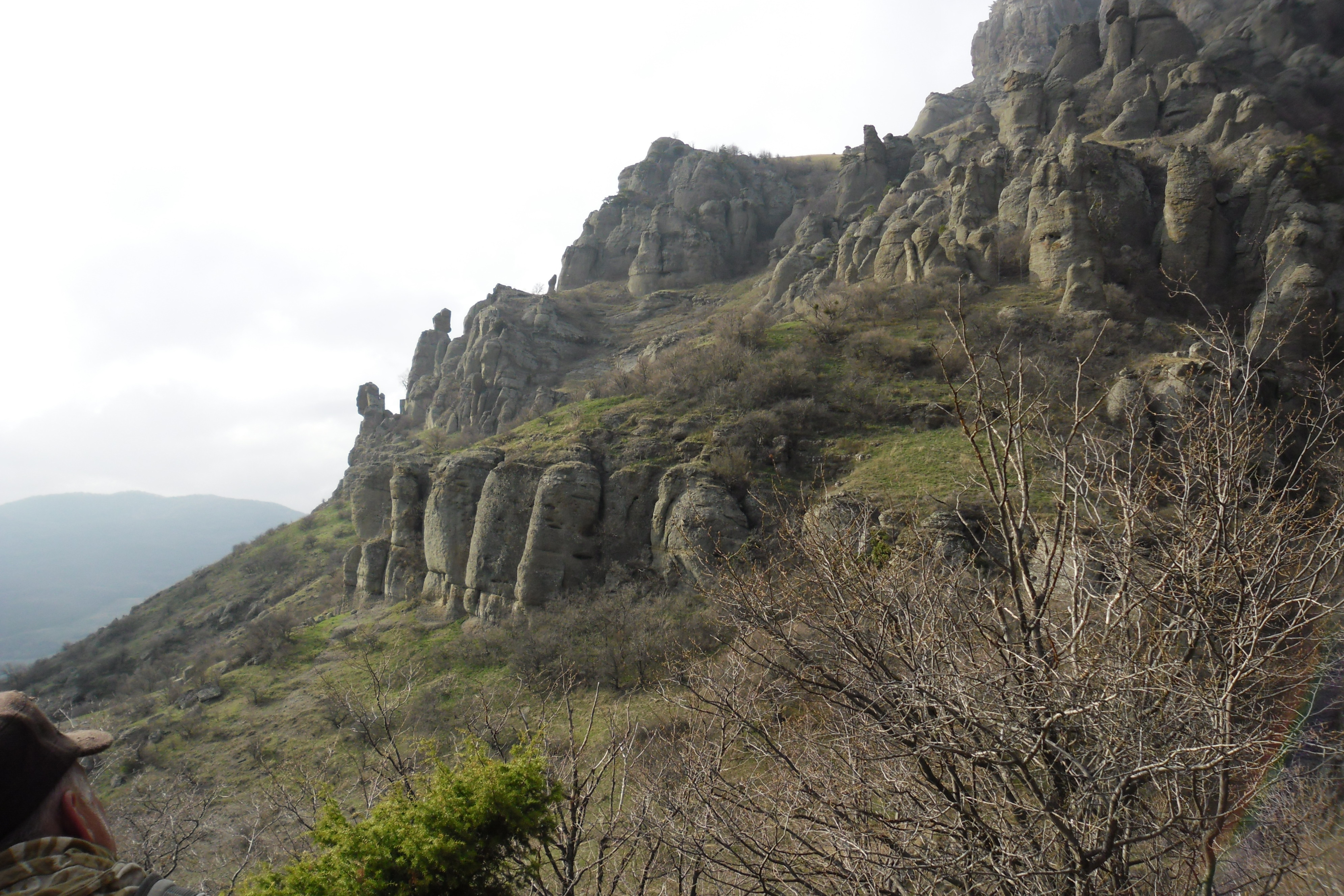
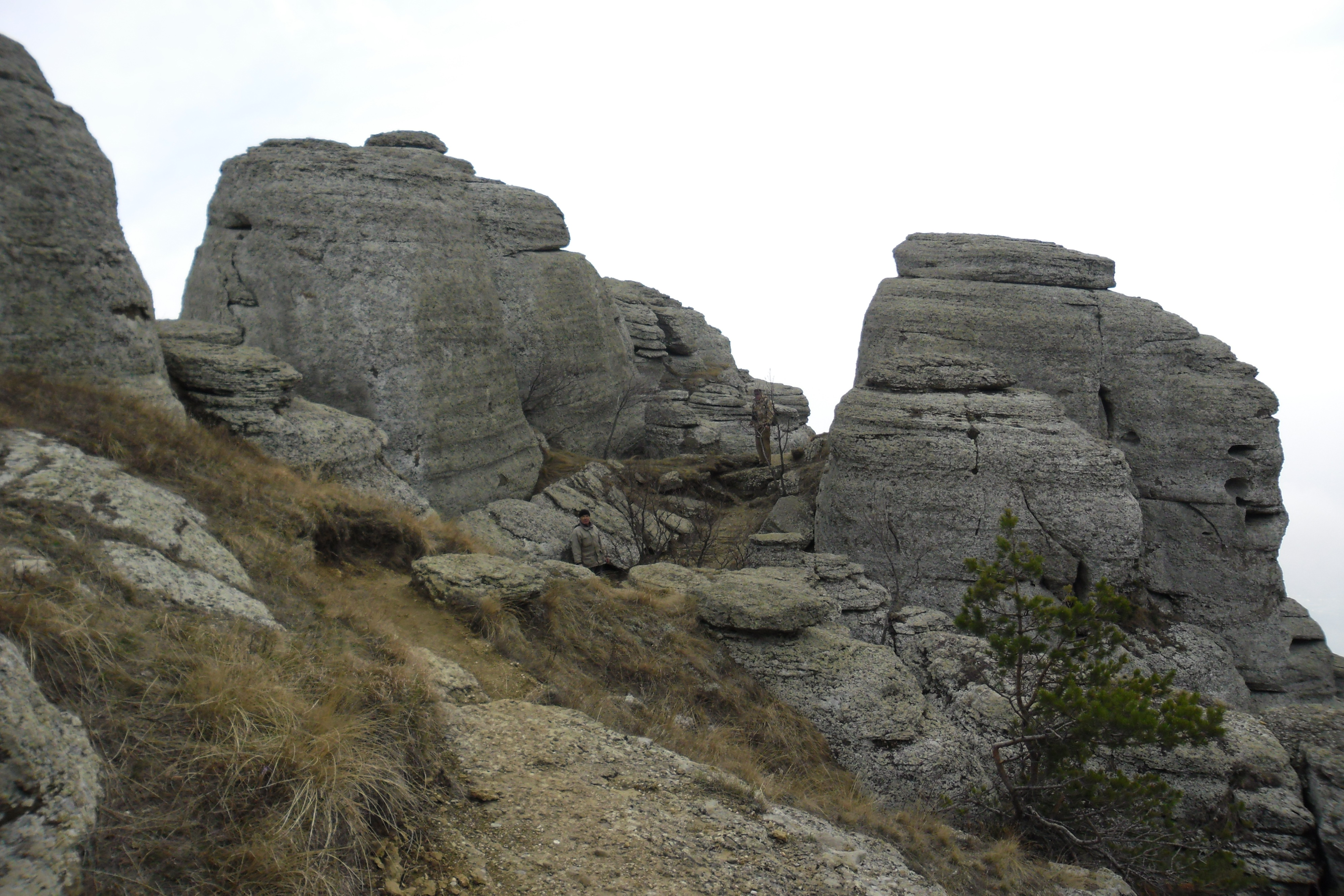

Всі химерні форми Долини Привидів — результат впливу на конгломерати природних стихій: опадів, сонця, вітру, а іноді — і землетрусів. Загальний же обсяг глибового хаосу перевищує 4000000 м³. Великий науковий інтерес являють галька і валуни конгломератів. Це найдавніші породи, вік яких визначається в 800 мільйонів — 1,1 мільярда років. Цікава і рослинність: 420 флора Демерджі налічує 420 видів, серед яких такі рідкісні, як тис ягідний, лядвенець кримський, еспарцет яйлинський, піраканта та ін. Долина привидів — популярний туристичний об'єкт.